# San Antonio de los Cobres
San Antonio de los Cobres est une petite ville de l'ouest de la 
province de Salta, en Argentine. Elle est le chef-lieu du département de Los Andes.

## Situation
La ville, située à 3 775 mètres d'altitude, se trouve sur le río San Antonio de los Cobres, affluent des Salinas Grandes.
Elle est le chef-lieu et aussi la seule ville de tout le département, mais sa situation est excentrée car elle se situe à l'extrême Nord Est du département.
Le Tren a las nubes ou Train des nuages y passe. Ce dernier, parti de Salta, franchit d'impressionnants ravins dans la Quebrada del Toro avant de rejoindre la ville.
Ce train, dont l'exploitation avait été stoppée en 2005, fonctionne de nouveau depuis le 1er avril 2009. Le train entre Salta et la ville de San Antonio de los Cobrès ne fonctionne plus de nos jours (constat le 11 février 2019)
Ajoutons que la ville se trouve à l'intersection de la légendaire route nationale 40 argentine et de la route nationale 51 (qui aboutit à la frontière chilienne au niveau du Paso de Sico).
Ces routes sont en fait des pistes, la seule partie asphaltée étant la traversée de la ville.
Cette ville est le point de départ d'une excursion jusqu'à Tolar Grande, village minier de 158 habitants perché à 3525 mètres d'altitude.

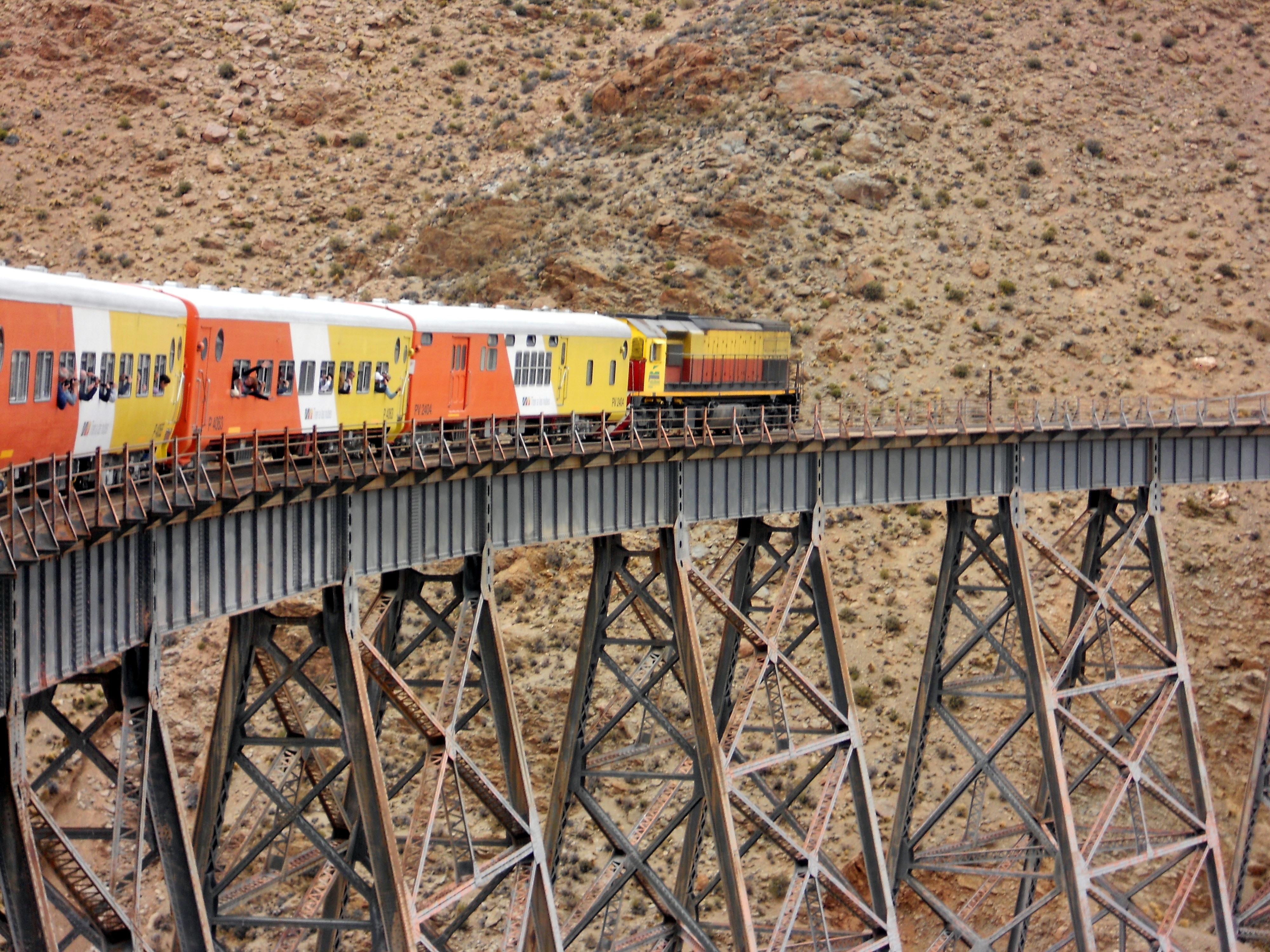
Le Tren a las Nubes' ou Train des Nuages.
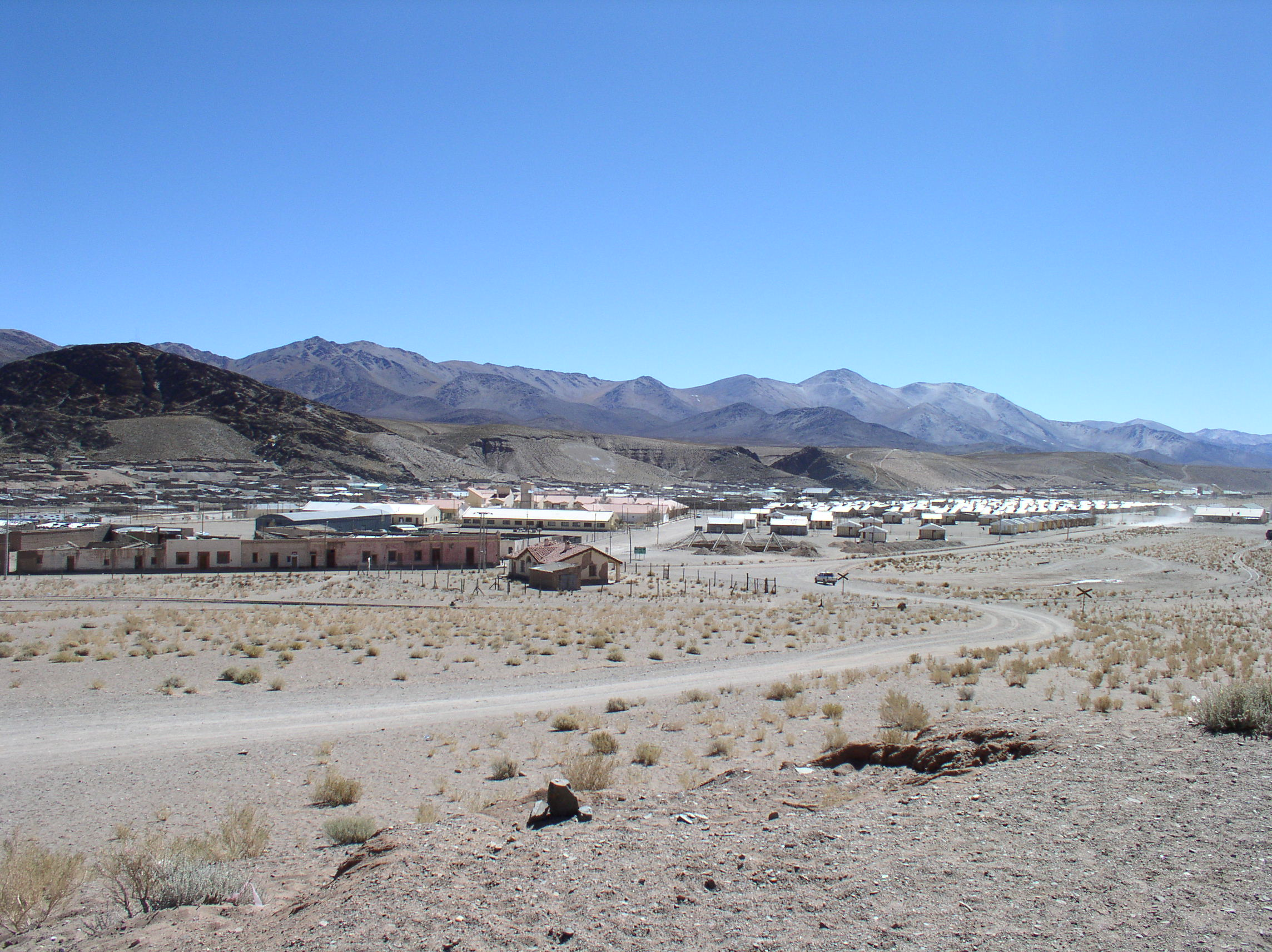
Vue de la ville.
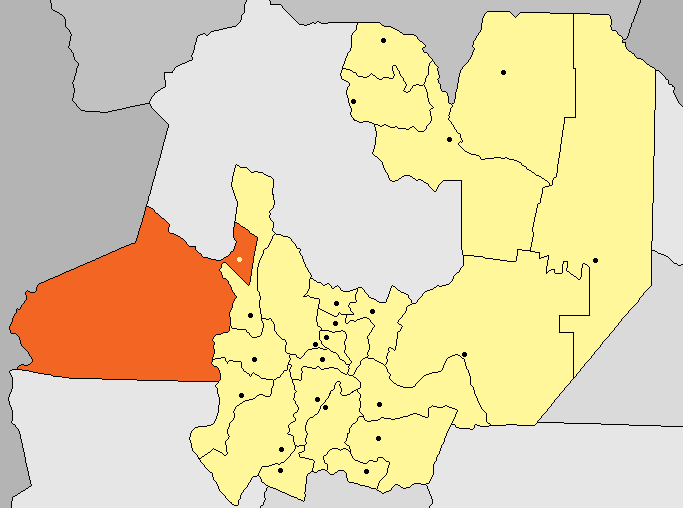
Localisation de la ville dans la province
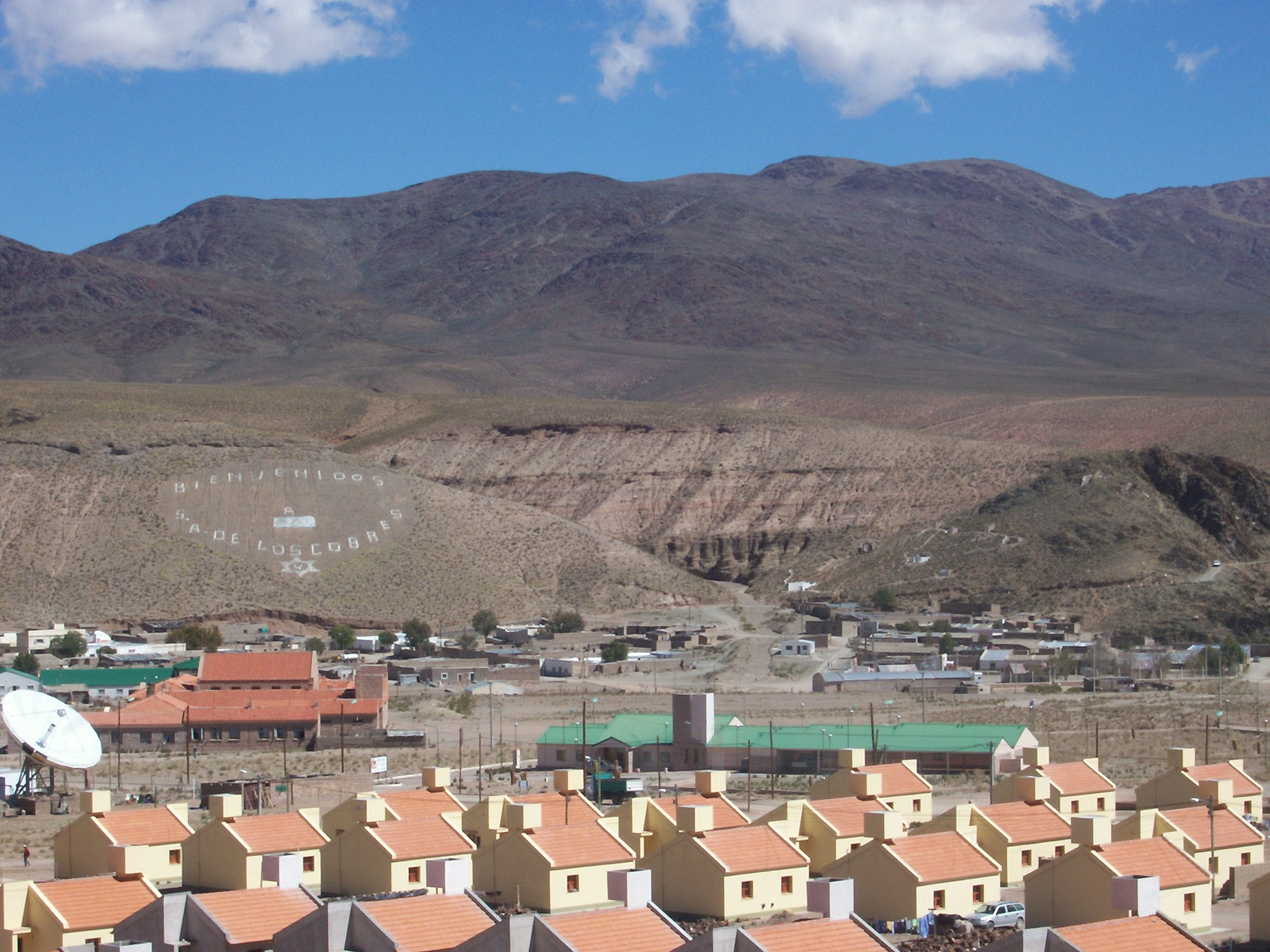
Quartier neuf à l'est.
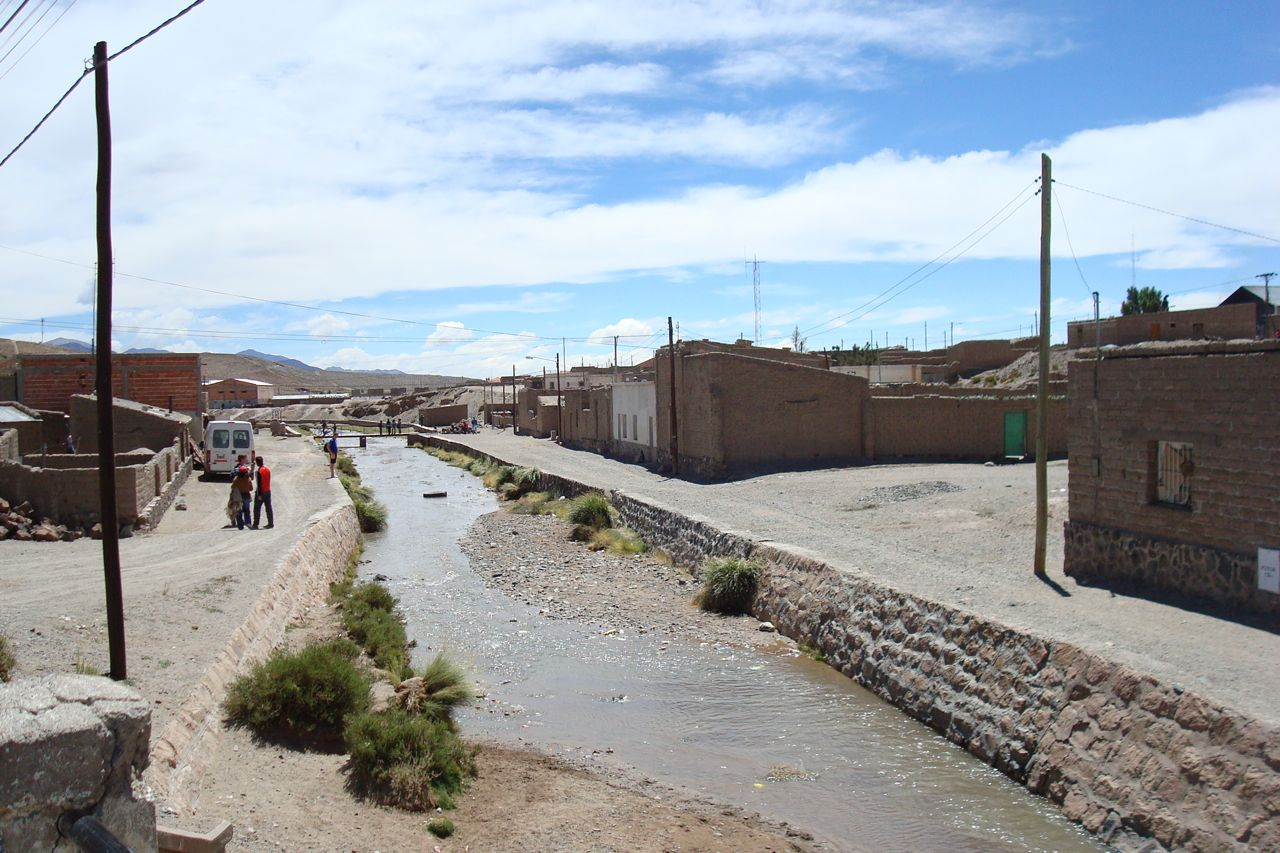
Le Rio San Antonio traversant la ville
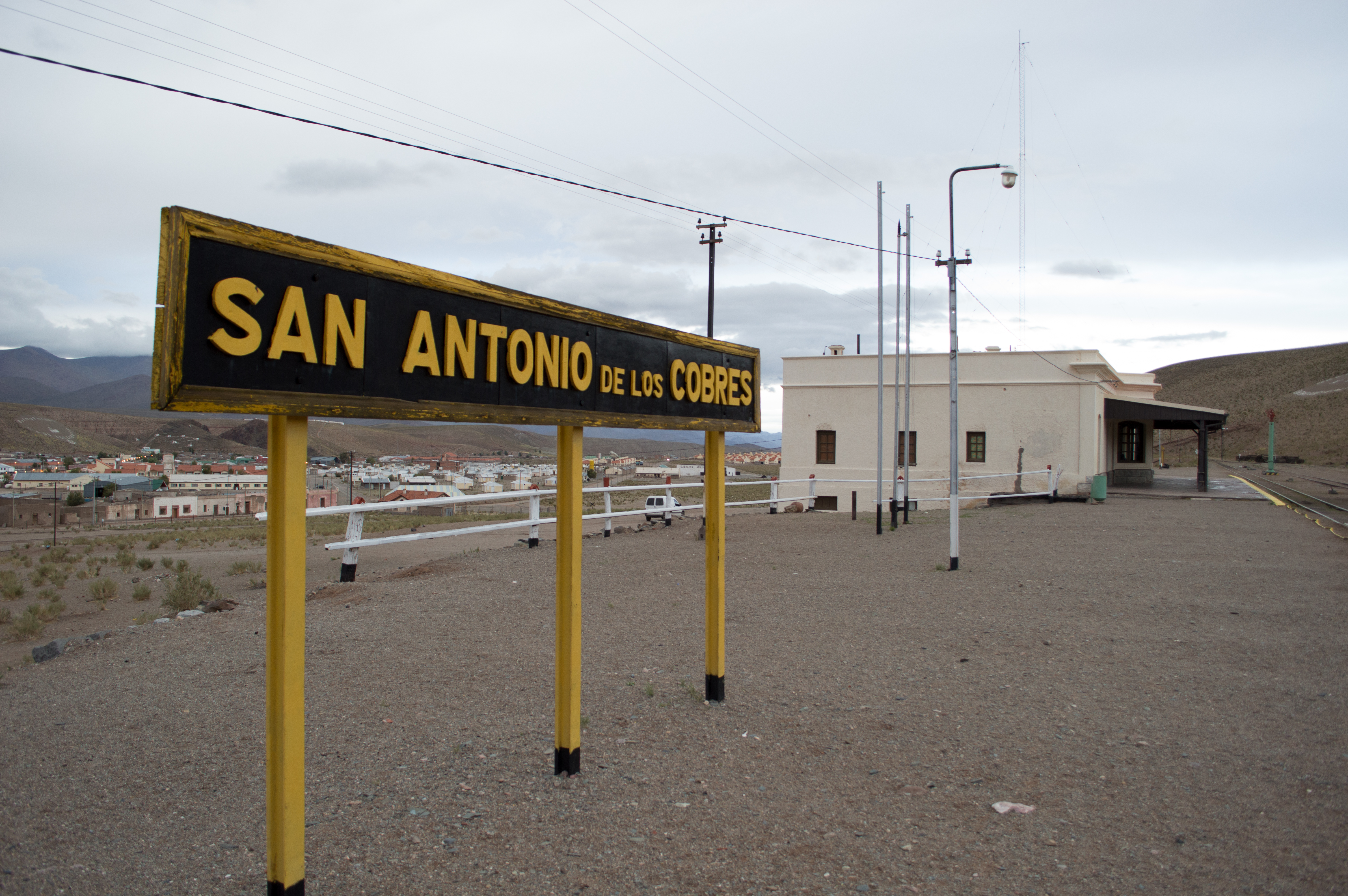
La Gare
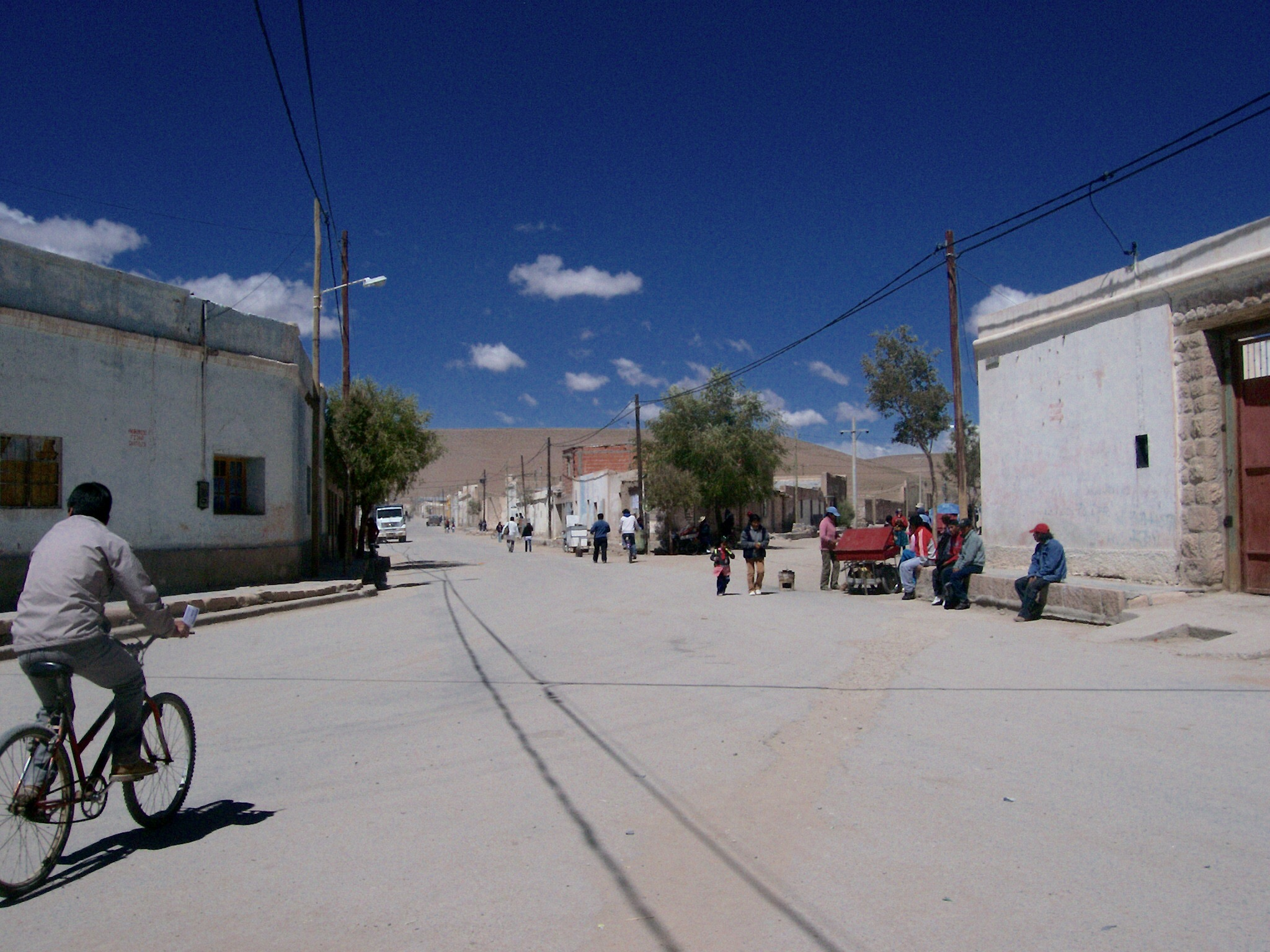
Calle Lavaletta

## Population
Sa population se montait à 5 482 habitants en 2001, soit 90 % de la population du département dont elle est le chef-lieu.

## Climat
- Précipitations annuelles : 104 mm
- Température moyenne : 8,6
- Nombre de jours avec gelée : 223